# Skagerak Arena
Skagerak Arena es un estadio de fútbol ubicado en Skien, Noruega, fue inaugurado en el año de 1923 con una ampliación entre 2006 y 2008, tiene una capacidad para albergar a 13 500 aficionados cómodamente sentados, su equipo local es el Odd Grenland BK de la Tippeligaen noruega.